# Cabocla (1979)
Cabocla é uma telenovela brasileira produzida e exibida pela TV Globo de 4 de junho a 15 de dezembro de 1979, em 170 capítulos. Substituiu Memórias de Amor e foi substituída pela reprise compacta de Escrava Isaura, sendo a 18ª "novela das seis" exibida pela emissora.
Baseada no romance homônimo de Ribeiro Couto, foi adaptada por Benedito Ruy Barbosa sob a direção de Herval Rossano. É a segunda adaptação da obra após a versão de 1959 da TV Rio.
Contou com as participações de Glória Pires, Fábio Júnior, Roberto Bonfim, Neuza Amaral, Gilberto Martinho, Arlete Salles, Simone Carvalho, Kadu Moliterno e Cláudio Corrêa e Castro.

## Sinopse
Em 1924, Joaquim se surpreende quando o médico diz que seu filho, Luís Jerônimo, está com uma lesão no pulmão. Este é aconselhado pelo clínico a deixar o Rio de Janeiro. Ele vai para a fazenda do coronel Boanerges, que fica localizada na pequena e fictícia Vila da Mata, no Espírito Santo, em busca de um ar mais puro. Na fazenda do primo, o rapaz conhece Zuca, e os dois se apaixonam. Zuca é afilhada do coronel e noiva do destemido peão Tobias, que não se conforma de jeito nenhum em perder a cabocla para o forasteiro. Zuca e Luís Jerônimo vão enfrentar inúmeras dificuldades para viverem esse amor. A briga pelo poder local de Vila da Mata é destacada na figura dos dois coronéis da história: Boanerges e Justino. No meio dessa disputa, surge a paixão entre Belinha e Neco – ela, filha de Boanerges, e ele, filho de Justino. Os dois enfrentam a oposição das duas famílias para poderem ficar juntos. Neco abandona os estudos e decide dedicar-se à política local. Já Boanerges, para afastar sua filha de Neco, resolve levá-la para um convento. Ela é mandada embora, por não ter vocação, e decide enfrentar o pai para viver o seu amor. Joaquim, pai de Luís Jerônimo, se apaixona por Pequetita, e os dois vão viajar para a Europa. O romance entre Zuca e Luís é ameaçado com a chegada de Pepa a Vila da Mata. Apaixonada pelo forasteiro, ela tenta de todas as formas separar o casal. No entanto, para surpresa de todos, Pepa se acaba envolvendo com o coronel Justino e engravida dele. Neco surge como o novo líder político na região. Através do seu personagem, a novela passa a tratar da importância do voto consciente. Nos seus discursos contra os coronéis da região, o personagem Neco sempre apregoa: "O voto não se vende". No final da trama, Justino apoia a candidatura de Boanerges, pondo um fim à disputa política entre os dois. Luís Jerônimo chega a voltar para o Rio de Janeiro, mas não consegue de jeito nenhum esquecer Zuca. Ele consegue recuperar-se da tuberculose e acaba comprando uma fazenda na região. Contra a vontade dos pais, Zuca se casa com Luís numa igreja vazia. Os dois têm uma filha. O peão Tobias se casa com Mariquinha, filha do coronel Justino. Belinha e Neco se casam diante de uma plateia emocionada. Meses depois, Justino tem um filho e um neto – filho de Mariquinha e Tobias. Pepa está novamente grávida, e o filho de Belinha e Neco, prestes a nascer. Como amigos, o coronel Boanerges sobe ao palanque para discursar ao lado do genro.

## Elenco
| Ator                    | Personagem          |
| ----------------------- | ------------------- |
| Glória Pires            | Zuca                |
| Fábio Júnior            | Luís Jerônimo       |
| Cláudio Corrêa e Castro | Coronel Boanerges   |
| Neuza Amaral            | Emerenciana         |
| Simone Carvalho         | Belinha             |
| Kadu Moliterno          | Neco                |
| Gilberto Martinho       | Coronel Justino     |
| Arlete Salles           | Pepa                |
| Roberto Bonfim          | Tobias              |
| Fátima Freire           | Mariquinha          |
| Milton Moraes           | Joaquim             |
| Ísis Kochdoski          | Pequetita Novais    |
| Carlos Duval            | Zé da Estação       |
| Ana Ariel               | Siá Bina            |
| Maurício do Valle       | Tomé                |
| Patrícia Bueno          | Tina                |
| Oswaldo Louzada         | Felício             |
| Yara Salles             | Generosa            |
| Augusto Olímpio         | Chico da Venda      |
| Íris Nascimento         | Ritinha             |
| Cosme dos Santos        | Zaqueu              |
| Gilberto Costa          | Nastácio            |
| José Maria Monteiro     | Xexéu               |
| Paulo Pinheiro          | Vigário Gabriel     |
| Kleber Drable           | Capitão Macário     |
| Mário Polimeno          | Chico Bento         |
| Roberto Murtinho        | Dr. Edmundo Esteves |
| Marlene Figueiró        | Julieta             |
| Elói Cruz               | Maria               |
| Cahuê Filho             | Dr. Teles           |
| Francisco Dantas        | Delegado André      |

### Participações especiais
| Ator                    | Personagem                                |
| ----------------------- | ----------------------------------------- |
| Gianfrancesco Guarnieri | Padre Genésio                             |
| Carlos Vereza           | Coronel Olavo                             |
| Jardel Filho            | Dom Arsênio Miranda                       |
| Diogo Vilela            | Onofre                                    |
| Paulo José              | Fernão                                    |
| Sandra Barsotti         | Rosa                                      |
| Lutero Luiz             | Desidério                                 |
| Antônio Pompêo          | Pedrinho                                  |
| Benjamin Cattan         | Jorge Adib                                |
| Rafael de Carvalho      | Fernando Romero, Barão de Pindamonhangaba |
| Christiane Grossi       | Dublê de Glória Pires                     |
| Élcio Romar             | Viajante                                  |
| Ney Latorraca           | Tonho                                     |
| Orion Ximenes           | Empregado de Coronel Justino              |
| Paulo Piranha           | Empregado de Coronel Justino              |

## Produção e curiosidades
As primeiras cenas da novela foram gravadas numa fazenda em Conservatória, distrito da cidade de Valença, no interior do Rio de Janeiro. Também teve uma grande mensagem socioeducativa por meio do personagem Neco (Kadu Moliterno). Abordou-se a importância do voto consciente na trama de Neco que em seus discursos contra os coronéis da região, o político sempre apregoava: “O voto não se vende”.
Cabocla foi a estreia de Glória Pires como protagonista de novelas. Nos dois últimos capítulos, a atriz adoeceu e foi substituída por Christiane Grossi, que era focalizada apenas de perfil. A atriz foi escalada para o papel depois do seu desempenho em Dancin' Days (1978). 
O romance homônimo de Ribeiro Couto já tinha sido adaptado pela extinta TV Rio em 1959. Nessa época, as novelas não eram diárias, e os protagonistas Zuca e Luís Jerônimo foram interpretados por Glauce Rocha e Sebastião Vasconcelos. Arlete Salles faria apenas uma participação especial, no primeiro capítulo, como Pepa, uma das mulheres com as quais Luís Jerônimo (Fábio Júnior) se envolve no Rio de Janeiro, antes de chegar a Vila da Mata. A convite de Herval Rossano, no entanto, a personagem acabou voltando à trama.[carece de fontes?]
Dos 170 capítulos originais, apenas 166 foram preservados nos arquivos da Globo em uma versão internacional.

## Exibição
Foi reexibida pelo Vale a Pena Ver de Novo de 9 de novembro de 1981 a 19 de março de 1982, substituindo Te Contei? e sendo substituída por Marron Glacê, em 95 capítulos.

## Versões
- Em 1959, Cabocla foi apresentada pela extinta TV Rio, numa época em que as telenovelas ainda não eram diárias. Os papéis principais eram interpretados por Glauce Rocha e Sebastião Vasconcelos.

- Em 2004, a TV Globo produziu e exibiu um remake, com Vanessa Giácomo e Daniel de Oliveira, sendo esta a terceira versão da história para a televisão.[3]

## Trilha sonora
1. Andorinha - Gilson
2. Pelo Sinal - Ruy Maurity
3. Confidência - Fafá de Belém
4. Assim é Meu Sertão - Sérgio Reis
5. Morro Velho - Milton Nascimento
6. Mágoas de Caboclo - Nelson Gonçalves (tema de abertura)
7. Amora - Renato Teixeira (tema de Zuca)
8. Você Vai Gostar - Vanusa
9. Até Parece Um Sonho - Odair José
10. Gosto de Maçã - Cauby Peixoto
11. Cavalo Zaino - José Toledo (tema de Boanerges)
12. Andorinha Preta / Sabiá Laranjeira - Nara Leão
13. O Trem Tá Feio - Banda de Pau e Corda

- Sonoplastia: Sérgio Cuíca
- Direção de produção: Guto Graça Mello
- Produção musical: Octávio Burnier
- Pesquisa de repertório: Arnaldo Schneider